# 朝鲜民主主义人民共和国锦绣山太阳宫法
《朝鲜民主主义人民共和国锦绣山太阳宫法》，简称锦绣山太阳宫法，于2013年4月1日在朝鲜第十二届最高人民会议第七次会议上获得通过，规定锦绣山太阳宫是朝鲜民族的圣地，保卫锦绣山太阳宫不受侵犯是朝鲜国家的义务，“永久保存锦绣山太阳宫的工作”是“最重要的国家事业”。法律还规定，“将锦绣山太阳宫视为民族尊严的象征”是每个朝鲜公民的义务。法律规定，锦绣山太阳宫的供电、物资必须得到优先保障。另外规定了瞻仰锦绣山太阳宫的秩序。